# Rockport (Texas)
Rockport is een plaats (city) in de Amerikaanse staat Texas, en valt bestuurlijk gezien onder Aransas County.

## Demografie
Bij de volkstelling in 2000 werd het aantal inwoners vastgesteld op 7385.
In 2006 is het aantal inwoners door het United States Census Bureau geschat op 9264, een stijging van 1879 (25.4%).

## Geografie
Volgens het United States Census Bureau beslaat de plaats een oppervlakte van
37,6 km², waarvan 24,3 km² land en 13,3 km² water. Rockport ligt op ongeveer 3 m boven zeeniveau.

## Plaatsen in de nabije omgeving
De onderstaande figuur toont nabijgelegen plaatsen in een straal van 24 km rond Rockport.